# Pseudopostega
Pseudopostega is een geslacht van vlinders van de familie oogklepmotten (Opostegidae).

## Soorten
- P. abrupta (Walsingham, 1897)
- P. auritella

Wolfspootoogklepmot (Hübner, 1813)
- P. bellicosa (Meyrick, 1911)
- P. clastozona (Meyrick, 1913)
- P. crepusculella

Muntoogklepmot (Zeller, 1839)
- P. chalcopepla (Walsingham, 1908)